# Хаусвальд, Симона
Симо́на Ха́усвальд (девичья фамилия — Хе-Соон Де́нкингер; нем. Simone Hauswald (He-Soon Denkinger); род. 3 мая 1979, Ротвайль, Баден-Вюртемберг) — немецкая биатлонистка, чемпионка мира по биатлону, многократная призёрка чемпионатов мира. Обладательница Малого кубка мира в зачёте спринтерских гонок в сезоне 2009/2010.

## Биография
Её отец — немец, мать — кореянка. Симона — военнослужащая бундесвера, неоднократный призёр чемпионатов мира по лыжным видам спорта среди военных в биатлоне и лыжных гонках.
Симона Хаусвальд начала заниматься биатлоном в 12 лет. В 1998 году она выиграла индивидуальную гонку на 12,5 км, а в 1999 году — эстафетную гонку 3x7,5 км и серебро в индивуальной гонке чемпионата мира среди юниоров. В 2002 году Денкингер получила серьёзную травму, но уже через год вновь возвратилась в состав основной сборной команды Германии. На чемпионатах мира 2003 и 2004 годов Симона завоевала две бронзовые награды в составе эстафетной команды своей страны. На чемпионате мира по биатлону 2004 года в Оберхофе Симона была в шаге от личной медали чемпионата мира, заняв четвёртое место в масс-старте. Начиная с 2004 года она прочно входит в тридцатку сильнейших биатлонисток мира. Наилучший успех в общем зачете Кубка мира — 2 место в сезоне 2009/2010.
Начиная с сезона 2008/2009 Симона выступает под фамилией своего мужа — Штеффена Хаусвальда.
В конце сезона 2009—2010 объявила о завершении спортивной карьеры.

## Кубки мира
- 2002—2003 — 21-е место (294 очка)
- 2003—2004 — 12-е место (479 очков)
- 2004—2005 — 18-е место (375 очков)
- 2005—2006 — 11-е место (476 очков)
- 2006—2007 — 23-е место (295 очков)
- 2007—2008 — 21-е место (297 очков)
- 2008—2009 — 9-е место (677 очков)
- 2009—2010 — 2-е место (854 очка)

### Победы на этапах Кубка мира
| Дата            | Место          | Дисциплина           |
| --------------- | -------------- | -------------------- |
| 12 декабря 2008 | Хохфильцен     | Спринт               |
| 11 марта 2009   | Уистлер        | Индивидуальная гонка |
| 29 марта 2009   | Ханты-Мансийск | Масс-старт           |
| 8 января 2010   | Оберхоф        | Спринт               |
| 18 марта 2010   | Хольменколлен  | Спринт               |
| 20 марта 2010   | Хольменколлен  | Пасьют               |
| 21 марта 2010   | Хольменколлен  | Масс-старт           |

## Все старты в рамках этапов Кубка мира (включая чемпионаты мира и Олимпийские игры)
| Результат     | Индивидуальная гонка | Спринт | Гонка преследования | Масс-старт | Эстафета 4х6 км | Всего |
| ------------- | -------------------- | ------ | ------------------- | ---------- | --------------- | ----- |
| 1 место       | 1                    | 3      | 1                   | 2          | 6               | 13    |
| 2 место       | -                    | 2      | -                   | 2          | 7               | 11    |
| 3 место       | 2                    | 1      | 3                   | 1          | 6               | 13    |
| Финиш в 10-ке | 11                   | 23     | 18                  | 15         | 24              | 90    |
| Финиш в очках | 20                   | 51     | 40                  | 29         | 25              | 164   |
| Старты        | 23                   | 66     | 48                  | 29         | 25              | 190   |

(по состоянию на 20.03.2010)